# Кузнецов, Глеб Александрович
Глеб Александрович Кузнецов (1 января 1924, Синенькие, Саратовская губерния — 9 марта 1973, Киев) — подполковник Советской Армии, военный дирижёр, заслуженный деятель искусств Украинской ССР.

## Биография

Могила Кузнецова на Лукьяновском военном кладбище Киева.

Глеб Кузнецов родился 1 января 1924 года в селе Синенькие (ныне — Саратовский район Саратовской области).
В Красной армии с 29 августа 1942. В 1945 году он окончил Московское высшее училище военных дирижёров, после чего служил дирижёром военных оркестров в различных частях Советской Армии.
С 1951 года Кузнецов служил в Киеве, где возглавлял духовой оркестр Киевского военно-медицинского училища. В 1953 году он был переведён дирижёром в оркестр штаба Киевского военного округа, позднее стал главным дирижёром этого оркестра.
За время руководства Кузнецова оркестром штаба Киевского военного округа коллектив добился больших успехов. Музыкальному коллективу было присвоено почётное звание заслуженного оркестра Украинской ССР, а на Всесоюзном конкурсе военных оркестров он получил первый приз. В 1962 году Кузнецову было присвоено почётное звание заслуженного деятеля искусств Украинской ССР. Оркестр Кузнецова многократно ездил на гастроли, в том числе в 1970 году — в Социалистическую Федеративную Республику Югославию. Дирижёрскую работу Кузнецов совмещал с преподавательской работой в Киевском культурно-просветительском училище.
Помимо произведений военной тематики Кузнецов исполнял произведения классических и современных композиторов, в том числе: Михаила Ивановича Глинки, Петра Ильича Чайковского, Александра Порфирьевича Бородина, Анатолия Григорьевича Свечникова, Георгия Илларионовича Майбороды, Дмитрия Дмитриевича Шостаковича, Ференца Листа, Иоганна Себастьяна Баха, Людвига ван Бетховена, Антонина Дворжака. С оркестром под управлением Глеба Кузнецова выступали выдающиеся украинские советские певцы Дмитрий Михайлович Гнатюк, Николай Кондратьевич Кондратюк, Диана Игнатьевна Петриненко, Андрей Венедиктович Ищенко и многие другие. Сам Кузнецов также являлся автором ряда музыкальных произведений, в том числе марша «Красный флаг», написанного в 1959 году.
Глеб Александрович Кузнецов скоропостижно скончался 9 марта 1973 года, похоронен на Лукьяновском военном кладбище Киева.

## Награды
- Медали, в том числе[1]:
  - «За победу над Германией» (9.5.1945)
  - «За боевые заслуги» (20.4.1953)